# 데이비드 루이스 (철학자)

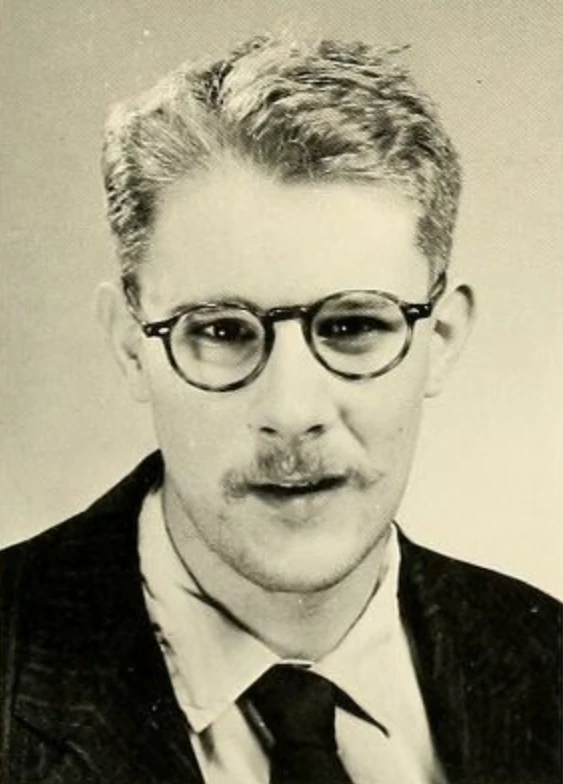

데이비드 켈로그 루이스(David Kellogg Lewis, 1941년 9월 28일 ~ 2001년 10월 14일)는 미국의 철학자이다. 루이스는 캘리포니아 대학교 로스앤젤레스에서 잠시, 그리고 Princeton에서 1970년부터 그가 사망할 때까지 교육을 진행하였다. 오스트레일리아와도 밀접한 관련이 있는데, 30년 이상 한 해에 거의 한 차례 오스트레일리아의 철학 공동 모임을 방문하였다. 언어철학, 심리철학, 확률철학, 형이상학, 인식론, 철학적 논리학, 미학에 여러 기여를 했다. 양상실재론자적 자세를 취하는 것으로 잘 알려져 있다.

## 생애
루이스는 오하이오주 오벌린에서 태어났다. 오벌린 고등학교에서 여러 해 동안 상당한 지적 능력을 보였으며 화학 칼리지 강의를 수강했다. 스와스모어 칼리지에 갔다가 옥스퍼드 대학교에서 한 해를 보냈으며(1959~1960년) 거기서 그는 아이리스 머독으로부터 지도 교육을 받고 길버트 라일, 폴 그라이스, P. F. 스트로슨, 존 랭쇼 오스틴의 강의를 들었다.

## 같이 보기
- 미국 철학